# Linton (Yorkshire du Nord)
Pour les articles homonymes, voir Linton.
Linton est un village et une paroisse civile du Yorkshire du Nord, en Angleterre.